# Блумфилд (Њу Џерзи)
Блумфилд (енгл. Bloomfield) град је у америчкој савезној држави Њу Џерзи.

## Демографија
По попису из 2000. године број становника је 47.683.
| Група             | 2000.          | 2010.    |
| Белци             | 30.036 (63,0%) | 0 (0,0%) |
| Афроамериканци    | 5.573 (11,7%)  | 0 (0,0%) |
| Азијати           | 3.998 (8,4%)   | 0 (0,0%) |
| Хиспаноамериканци | 6.901 (14,5%)  | 0 (0,0%) |
| Укупно            | 47.683         | 0        |